# 相馬康一
相馬 康一（そうま こういち、1982年2月5日 - ）は、日本の男性声優。佐賀県出身。ラクーンドッグ所属。

## 略歴
プロ・フィット声優養成所卒。2022年4月1日付で所属するプロ・フィットが同年3月末を以てマネジメント事業を終了したことに伴い、ラクーンドッグへ移籍。

## 人物
方言は佐賀弁。
趣味はパソコン、カラオケ。資格は電卓一級。

## 出演
太字はメインキャラクター。

### テレビアニメ
2007年
- アニ＊クリ15「おんみつ☆姫」（Evil忍者D、家老）
- がくえんゆーとぴあ まなびストレート!（駅員）
- CLANNAD-クラナド-（ラグビー部員）

2010年
- おおかみかくし（強硬派）
- けいおん!!（観客）

2011年
- 銀魂'（2011年 - 2012年、健、男B、悪魔B）

2012年
- 織田信奈の野望（八剣六郎太、長井隼人佐）
- 男子高校生の日常（男子A）
- レゴ ニンジャゴー 〜スピン術バトルの使い手〜（パイソー、銀行係員、ダレス師匠、コンストB、博物館職員）

2013年
- AKB0048 next stage（商社重役）
- はたらく魔王さま！（2013年 - 2023年、宅配業者、男、店主） - 2シリーズ
- ミス・モノクローム -The Animation-（2013年 - 2015年、会長、面接官B、老人、サンタクロース、鬼と桃太郎たち、救助隊員） - 2シリーズ

2014年
- アルドノア・ゼロ（工作員）
- エスカ&ロジーのアトリエ 〜黄昏の空の錬金術士〜（村人）
- 彼女がフラグをおられたら（理事長C、七徳院C）
- グリザイアシリーズ（2014年 - 2015年、黒服1、テロリストB） - 2シリーズ
- 健全ロボ ダイミダラー（総理大臣）
- selector spread WIXOSS（作業員、管理人）
- ソードアート・オンライン シリーズ（2014年 - 2020年、プレイヤー〈軍服〉、ゴブリン、元老、解説者） - 3シリーズ
- ディスク・ウォーズ:アベンジャーズ（教授）
- とある飛空士への恋歌（伝令、隊長）
- ノーゲーム・ノーライフ（民衆）
- 信長協奏曲
- ノブナガ・ザ・フール（管制官A）
- 普通の女子校生が【ろこどる】やってみた。
- メカクシティアクターズ（テロリストA）
- 六畳間の侵略者!?（男性職員、相撲部員）

2015年
- アルスラーン戦記（2015年 - 2016年、兵士、ゾッド族）
- 機動戦士ガンダム 鉄血のオルフェンズ（2015年 - 2017年、アナウンス、テイワズ黒服、ハジメ・ツジ、新江・プロト） - 2シリーズ
- GATE 自衛隊 彼の地にて、斯く戦えり（アルグナ、渡辺良三、ガストン ほか）
- コメット・ルシファー（店員、列の人、運転手）
- Charlotte（黒服B）
- 純潔のマリア（隊長、傭兵1）
- 食戟のソーマ（2015年 - 2017年、父、業者、店主B、漁師C、漁師B 他） - 3シリーズ
- 聖剣使いの禁呪詠唱（病院職員）
- ダンジョンに出会いを求めるのは間違っているだろうか（2015年 - 2025年、モルド・ラトロー、警備、トロル） - 4シリーズ
- てーきゅう（轟雷右衛門、猫おやじ、じいちゃん、太田、毒男、メガネ男子たち）
- ToLOVEる ダークネス（店員）
- 長門有希ちゃんの消失（眼鏡屋店主）
- VALKYRIE DRIVE -MERMAID-（医師）
- ハロー!!きんいろモザイク（店主）
- ビキニ・ウォリアーズ（謎の声、魔導士）
- ヘヴィーオブジェクト（秘書官、秘書、一般兵）
- ヤング ブラック・ジャック（活動家2）
- 落第騎士の英雄譚（手下、査問官）
- 乱歩奇譚 Game of Laplace（不良）

2016年
- Re:ゼロから始める異世界生活（2016年 - 2024年、露店の店主、文官、討伐隊、村人、パトラッシュ 他） - 4シリーズ / 2020年に第1期新編集版が放送
- アクティヴレイド -機動強襲室第八係-（石黒、警官B）
- うさかめ（八百屋、魚屋）
- Occultic;Nine -オカルティック・ナイン-（神様）
- 学戦都市アスタリスク（マフィアB、部下B）
- クオリディア・コード（作業員、オペレーター）
- クラシカロイド（2016年 - 2017年、ギョーザワゴンの店主、老人、インタビュアー、ダイダラボッチ） - 2シリーズ
- 競女!!!!!!!!（記者、おじさん）
- 斉木楠雄のΨ難（神様）
- 最弱無敗の神装機竜（警備責任者）
- タブー・タトゥー（パイロット、中将、職員）
- Dimension W（禿山敦）
- ねじ巻き精霊戦記 天鏡のアルデラミン（アムーセ・スルカッタ、ギッスーパ）
- 灰と幻想のグリムガル（商人、ゴブリンB、ゴブリンC、コボルドB、コボルドC、エルダーコボルドD）
- 舟を編む（宣伝部部長、印刷所所員）
- ブブキ・ブランキ（ブブキ警官、警備兵） - 2シリーズ
- ふらいんぐうぃっち（教師、おじさん、おじさんB）
- プリンス・オブ・ストライド オルタナティブ（審判、アナウンス）
- 魔法少女育成計画（魔物、上司、ホームレス、悪魔）
- 無彩限のファントム・ワールド（鬼のファントム、ロボットのファントム、師匠、店員、ヒグマーン兵、ゾンビ侍、警備ロボット）
- モンスターハンター ストーリーズ RIDE ON（ハンター1）
- レガリア The Three Sacred Stars（記者、店主、州知事、人々、科学者）
- レゴ ネックスナイツ（マーロック / マーロック2.0）
- Lostorage incited WIXOSS（千夏の父）

2017年
- 幼女戦記（共和国魔導師、老人、助手、座長、ターナー 他）
- MARGINAL#4 KISSから創造るBig Bang（先生、ディレクター、まゆげ）
- 風夏（男性客、観客）
- 南鎌倉高校女子自転車部（じい）
- ハンドシェイカー（職員）
- タイムボカン24（チームアリストテレス）
- Rewrite（博士、司令官、幹部）
- クズの本懐（のり子の父）
- ツインエンジェルBREAK（アナウンス）
- ID-0（講師、オペレーター(2)、司令）
- 有頂天家族2（日輪坊）
- サクラクエスト（配達業者、磯貝）
- ソード・オラトリア ダンジョンに出会いを求めるのは間違っているだろうか外伝（フォモール）
- Re:CREATORS（担当編集、官僚、警官、漫才師、医師 他）
- 戦姫絶唱シンフォギアAXZ（工場長）
- 妖怪アパートの幽雅な日常（不動産屋A、上司）
- 魔法陣グルグル（バド）
- ナイツ&マジック（ティボー教師、リオタムス・ハールス・フレメヴィーラ、兵士D）
- プリンセス・プリンシパル（社長）
- Just Because!（副校長）
- アイドルマスター SideM（先輩弁護士）
- Infini-T Force（人々）
- Code:Realize 〜創世の姫君〜（競売人、神父）
- Wake Up, Girls! 新章（ワグナーD）
- いつだって僕らの恋は10センチだった。（先生、老爺）
- キノの旅 -the Beautiful World- the Animated Series（隊長）

2018年
- ラーメン大好き小泉さん（店員A、店員C、店員B、店員D、店主 他）
- 博多豚骨ラーメンズ（上司、舎弟、中年男、妙見、老人 他）
- キリングバイツ（男、教授、田中正、老スタッフ、流氓 他）
- 覇穹 封神演義（黄明）
- からかい上手の高木さん（2018年 - 2022年、数学の先生、町長、学者） - 3シリーズ
- グランクレスト戦記（町民、兵士、村人、オイゲン・ニクラエ、シャーン候 他）
- 宇宙よりも遠い場所（隊員）
- スロウスタート（おいさん）
- ヒナまつり（師父）
- ソードアート・オンライン オルタナティブ ガンゲイル・オンライン（2018年 - 2024年、Dashin、KKHC、プレイヤー） - 2シリーズ
- ゴールデンカムイ（兵士達、武之助、薬売り、猟師、偽のっぺら坊 他） - 2シリーズ
- ラストピリオド -終わりなき螺旋の物語-（村長、弟、市長、カッテ村長、ハザマ村長、イバリ村長）
- ハイスクールD×D HERO（男性、記者、歴代赤龍帝）
- 鬼灯の冷徹（烏天狗）
- レイトン ミステリー探偵社 〜カトリーのナゾトキファイル〜（金持ち男B、メラーコ）
- 実験品家族 -クリーチャーズ・ファミリー・デイズ-（男性）
- 重神機パンドーラ（商店の男性、兵士）
- PERSONA5 the Animation（2018年 - 2019年、弔問客D、議員） - 1シリーズ + 特別編
- プラネット・ウィズ（教師②、コメンテーター、カメラマン、リエルの民、市役所員〈男〉 他）
- Back Street Girls -ゴクドルズ-（居酒屋店主、オヤジ、組員）
- ゆらぎ荘の幽奈さん（老夫婦・夫、髪喰い、校長、虚無僧）
- ガンダムビルドダイバーズ（サザメス会長）
- アンゴルモア 元寇合戦記（左近ノ右馬允）
- ハイスコアガール（ワトスンさん）
- ロード オブ ヴァーミリオン 紅蓮の王（研究員、工事責任者）
- オーバーロードIII（中堅貴族、ゴブリン長弓兵団 団長、精鋭騎士）
- ユリシーズ ジャンヌ・ダルクと錬金の騎士（ブリエンヌ、貴族B、神父、大臣、市民B 他）
- やがて君になる（先生）
- 転生したらスライムだった件（2018年 - 2021年、ガルム） - 2シリーズ
- 叛逆性ミリオンアーサー（2018年 - 2019年、モブアーサー、鉱夫、ロレッタの父、ガイーラ、バルトス軍隊長 他） - 2シリーズ
- 抱かれたい男1位に脅されています。（CM監督）
- メルクストーリア -無気力少年と瓶の中の少女-（門番）
- とある魔術の禁書目録III（2018年 - 2019年、諫早、市民）
- ジョジョの奇妙な冒険 黄金の風（運転手）

2019年
- 魔法少女特殊戦あすか（男、与那嶺宏太）
- かぐや様は告らせたい〜天才たちの恋愛頭脳戦〜（2019年 - 2020年、田舎のじいさん、店長、教師） - 2シリーズ
- revisions リヴィジョンズ（背広3、群衆1、男アーヴ兵士〈回想〉、中年男）
- グリムノーツ The Animation（おじさん、衛士、衛兵）
- 荒野のコトブキ飛行隊（エリート興業社員、マネージャー）
- えんどろ〜!（四天王ズC）
- 同居人はひざ、時々、頭のうえ。（店員(1)）
- ガーリー・エアフォース（管制官）
- ぼくたちは勉強ができない（現国教師） - 2シリーズ
- ワンパンマン（フンドシ、タンクトッパー、ナリンキ、ベンパッツ、アマハレ、鎖ガマ 他）
- Fairy gone フェアリーゴーン（レドラッド指揮官、ヨアヒム・セット）
- Dr.STONE（2019年 - 2023年、先生、キョーイチロー、密談している男、スーツの男、礁） - 3シリーズ
- ダンベル何キロ持てる?（参加者、ボディビルダー）
- とある科学の一方通行（アンチスキル中隊長、DA兵）
- 彼方のアストラ（兵士）
- 女子高生の無駄づかい（老教師）
- あひるの空（2019年 - 2020年、監督、小沢先生）
- 慎重勇者〜この勇者が俺TUEEEくせに慎重すぎる〜（町人）
- ノー・ガンズ・ライフ（2019年 - 2020年、オヤジ、父、スタッフ、サリシャガン、ジャン・クロード） - 2シリーズ
- 炎炎ノ消防隊（2019年 - 2020年、偽ヒカゲ、カロンの手下） - 2シリーズ
- バビロン（2019年 - 2020年、齋藤〈捜査員〉、サミット会場スタッフB）
- 警視庁 特務部 特殊凶悪犯対策室 第七課 -トクナナ-（男B）
- BEASTARS（2019年 - 2021年、トカゲ、オーナー） - 2シリーズ

2020年
- 宝石商リチャード氏の謎鑑定（おじいさん、シン・ガナパティ・ベルッチオ）
- 歌舞伎町シャーロック（師匠）
- 推しが武道館いってくれたら死ぬ（オタク、藤田）
- pet（陳家の運転手）
- 異種族レビュアーズ（隊長、トレントおじいさん）
- グレイプニル（中年教師）
- 新サクラ大戦 the Animation（パン屋）
- かくしごと（老人、運転手、男性B、校長）
- 神之塔 -Tower of God-（2020年 - 2024年、パラキュル） - 3シリーズ
- デカダンス（院長、解体工B、マーチン、バグサイボーグE、オメガ 他）
- トミカ絆合体 アースグランナー（園長）
- モンスター娘のお医者さん（賊C）
- とある科学の超電磁砲T（ナレーション）
- 富豪刑事 Balance:UNLIMITED（シェフ、男、似顔絵師、警備員）
- ドラゴンクエスト ダイの大冒険 (2020)（2020年 - 2022年、モンスター、ガーゴイルA、カナル、ヒルト、シャドー、ガルーダ、クマチャ 他）
- 魔王城でおやすみ（フランケンゾンビ、おばけふろしき）
- 憂国のモリアーティ（2020年 - 2021年、労働者C、男貴族D） - 2シリーズ
- ひぐらしのなく頃に業（2020年 - 2021年、作業員、男） - 2シリーズ
- 戦翼のシグルドリーヴァ（おまえらーず）
- ミュークルドリーミー（2020年 - 2021年、タイツのおじさん、丘魔神） - 2シリーズ

2021年
- 蜘蛛ですが、なにか?（学園長）
- はたらく細胞BLACK（赤血球〈JJ4141〉、一般細胞、記憶細胞）
- 無職転生 〜異世界行ったら本気だす〜（父親）
- はたらく細胞!!（小腸細胞・上司）
- たとえばラストダンジョン前の村の少年が序盤の街で暮らすような物語（村長）
- アイ★チュウ（スタッフ）
- 転生したらスライムだった件 転スラ日記（ガルム）
- 擾乱 THE PRINCESS OF SNOW AND BLOOD
- バクテン!!（くしたこ焼き屋、ヤクザ、大会委員長、つるやのおじさん）
- Vivy -Fluorite Eye's Song-（研究者2）
- ゾンビランドサガ リベンジ（AD、観客、参加者A、魚売り、歴戦志士 は 他）
- 戦闘員、派遣します!（内政官）
- スライム倒して300年、知らないうちにレベルMAXになってました（世界樹の獣たち）
- ピーチボーイリバーサイド（領主、ベーカリー店主、鮮魚店店主、バスゥ、おじいさん）
- NIGHT HEAD 2041（一般人男性B）
- 平穏世代の韋駄天達（ルーチェ、兵士）
- 見える子ちゃん（化け物）
- 境界戦機（2021年 - 2022年、オセアニア軍兵士、トーマス・ミラー） - 2シリーズ
- takt op.Destiny（店主、警備員B、専門家、職員）
- 終末のハーレム（高木医師）
- Deep Insanity THE LOST CHILD（チンピラA、謎のエンジニア、密偵）
- 大正オトメ御伽話（物売り）
- 月とライカと吸血姫（パヴロフ）
- カードファイト!! ヴァンガード overDress（店主）
- 異世界食堂2（商人）
- ヴィジュアルプリズン（バス運転手）
- 吸血鬼すぐ死ぬ（長老マジロ）
- TSUKIPRO THE ANIMATION 2（店主）
- 世界最高の暗殺者、異世界貴族に転生する（敵指揮官）

2022年
- オリエント（町人、鉱夫、商人、見物人、武士、有馬 他） - 2シリーズ
- 天才王子の赤字国家再生術（ナトラ武官）
- ジョジョの奇妙な冒険 ストーンオーシャン（看守B）
- ハコヅメ〜交番女子の逆襲〜（福島の父親）
- リーマンズクラブ（和尾重樹、先輩社員）
- 王子の本命は悪役令嬢（男、司祭）
- 薔薇王の葬列（民A、イーリー司教）
- 現実主義勇者の王国再建記（貴族）
- 骸骨騎士様、只今異世界へお出掛け中（傭兵組合所の親父、エルフ狩り、兵士、ブリアン、護衛）
- 処刑少女の生きる道（テロリスト）
- ヒーラー・ガール（患者）
- 可愛いだけじゃない式守さん（屋台の男性）
- RPG不動産（おじさん）
- 盾の勇者の成り上がり（臣下）
- 異世界おじさん（ミノタウロス、冒険者B）
- ブッチギレ!（烏合、茂吉、雑面の男、雑面の侍、会津藩士）
- 黒の召喚士（ギルド看守）
- 東京ミュウミュウ にゅ〜♡（プロデューサー）
- 咲う アルスノトリア すんっ!（騎士）
- ブルーロック（2022年 - 2024年、潔一生） - 2シリーズ
- デリシャスパーティ♡プリキュア（校長、ディレクター、玉木ましば）
- 恋愛フロップス（発情犬）
- チェンソーマン（車内の男、男A）
- 忍の一時（近松、弁慶無双）
- 農民関連のスキルばっか上げてたら何故か強くなった。（B国の使者）
- ヤマノススメ Next Summit（オーナー）

2023年
- 永久少年 Eternal Boys（河原林延八郎、Aoha飲料社長、ホスト、不良）
- シュガーアップル・フェアリーテイル（農夫）
- 便利屋斎藤さん、異世界に行く（ギブングル）
- もののがたり（組員、魚屋）
- スパイ教室 - 2シリーズ
- うる星やつら (2022)（サラリーマン）
- ひろがるスカイ!プリキュア（2023年 - 2024年、ランボーグ、ドアモンスター、巨大クマ怪獣、キョーボーグ）
- 英雄王、武を極めるため転生す 〜そして、世界最強の見習い騎士♀〜（来賓、騎士）
- おしりたんてい コズミックフロント（てした、しょくいん）
- 老後に備えて異世界で8万枚の金貨を貯めます（敵指令官）
- 【推しの子】
- 機動戦士ガンダム 水星の魔女（オープンキャンパスの生徒）
- 天国大魔境（リビューマン）
- Opus.COLORs（主催者）
- 異世界ワンターンキル姉さん 〜姉同伴の異世界生活はじめました〜（村人A）
- おしりたんてい（スタッフ）
- 君は放課後インソムニア（校長）
- 魔法使いの嫁 SEASON2（所長）
- アイドルマスター シンデレラガールズ U149（役員）
- 異世界でチート能力を手にした俺は、現実世界をも無双する〜レベルアップは人生を変えた〜（ラインハルト）
- 山田くんとLv999の恋をする（加藤）
- AYAKA -あやか-（船主の老人、住民C、島民B、火の龍）
- 幻日のヨハネ -SUNSHINE in the MIRROR-
- るろうに剣心 -明治剣客浪漫譚- (2023)（2023年 - 2025年、警官隊隊長、警官、民権壮士、隊士、米国軍艦艦長 他） - 2シリーズ
- AIの遺電子（同室の老人、軍事アドバイザー）
- ゾン100〜ゾンビになるまでにしたい100のこと〜（セーラー服ゾンビ、サメゾンビ）
- 死神坊ちゃんと黒メイド（マイネス）
- わたしの幸せな結婚
- 陰の実力者になりたくて! 2nd season（スリ）
- アンダーニンジャ（小津、NIN幹部3）
- 川越ボーイズ・シング（生徒、森先生）
- SPY×FAMILY（研究員、保安局員）
- 豚のレバーは加熱しろ（キリンス）
- 冒険者になりたいと都に出て行った娘がSランクになってた（マルタ伯爵）
- オーバーテイク!（おじいちゃん）
- 新しい上司はど天然（運転手、タクシー運転手）
- ひきこまり吸血姫の悶々（逆さ月A）
- ティアムーン帝国物語〜断頭台から始まる、姫の転生逆転ストーリー〜（ムジク）
- ゴブリンスレイヤーII（ゴブリンプリースト）

2024年
- 結婚指輪物語（屋台の店主、観客、牧師）
- 異世界でもふもふなでなでするためにがんばってます。（ゴーシュ、案内人）
- ぶっちぎり?!（魅那斗會 幹部）
- ドラえもん（テレビ朝日版第2期）（2024年 - 2025年、知人、柿おじいさん、おじいさん、女の子のパパ）
- 望まぬ不死の冒険者（村長）
- SYNDUALITY Noir
- WIND BREAKER
- アイドルマスター シャイニーカラーズ（肉屋のおじさん）
- アストロノオト（八百屋）
- 転生貴族、鑑定スキルで成り上がる（医師、ペレーナ郡長） - 2シリーズ
- 怪異と乙女と神隠し（客）
- Re:Monster（兵士たち）
- バーテンダー 神のグラス（男性客）
- 魔王学院の不適合者 II 〜史上最強の魔王の始祖、転生して子孫たちの学校へ通う〜（八歌賢人）
- 戦隊大失格（オーナー）
- 天穂のサクナヒメ（ヒョウタン、ひょうたん）
- 異世界ゆるり紀行 〜子育てしながら冒険者します〜（ドミニク）
- 新米オッサン冒険者、最強パーティに死ぬほど鍛えられて無敵になる。（親衛隊隊員D、アナウンス、父、ジム員）
- 異世界失格（ドラゴン、リュカ）
- この世界は不完全すぎる（ワイキリ、店主）
- パズドラ（店主）
- アクロトリップ（伊達翠京）
- 合コンに行ったら女がいなかった話
- らんま1/2 (2024)（郵便配達員、男子、村人）
- カミエラビ
- やり直し令嬢は竜帝陛下を攻略中（神父）
- 名探偵コナン（借金取り）
- 魔王2099（面接官）
- ネガポジアングラー（船長）
- チ。-地球の運動について-（貧民）
- 村井の恋（男教師）
- 凍牌〜裏レート麻雀闘牌録〜（ハの字眉）
- 2.5次元の誘惑（老人A）

2025年
- グリザイア:ファントムトリガー（仙石那月）
- Übel Blatt〜ユーベルブラット〜（クルポド、警備隊、野盗の頭目、兵士、司令官 他）
- アラフォー男の異世界通販（道具屋の爺さん、貴族B）
- SAKAMOTO DAYS（男、高御堂）
- クレヨンしんちゃん（店主）
- 日本へようこそエルフさん。（商人）
- LAZARUS ラザロ（庭師）
- 日々は過ぎれど飯うまし（係員）
- ボールパークでつかまえて!（栗原）
- ざつ旅-That's Journey-（仲造じーちゃん）
- 紫雲寺家の子供たち（監督）
- 阿波連さんははかれない season2（男）
- 薬屋のひとりごと（族長）
- 鬼人幻燈抄（玉川の店主）
- 光が死んだ夏（亀山おじさん、脳みそ）
- ガチアクタ（ハンバーガー屋の客）
- 転生したら第七王子だったので、気ままに魔術を極めます（大神官）

### 劇場アニメ
2013年
- Paper Cranes Story ケンタとマイコ（父、ビリャド）

2014年
- PERSONA3 THE MOVIE（はがくれ店主）

2015年
- アキの奏で（お祭り実行委員B）
- コードギアス 亡国のアキト 第3章「輝くもの天より堕つ」（騎士）

2016年
- 劇場版 探偵オペラ ミルキィホームズ〜逆襲のミルキィホームズ〜（男）

2017年
- 劇場版 ソードアート・オンライン -オーディナル・スケール-

2019年
- 劇場版 幼女戦記（兵士）
- 劇場版 ダンジョンに出会いを求めるのは間違っているだろうか -オリオンの矢-（モルド・ラトロー）
- 空の青さを知る人よ
- BLACKFOX（指揮官）

2021年
- 劇場編集版 かくしごと -ひめごとはなんですか-
- 劇場版 抱かれたい男1位に脅されています。〜スペイン編〜（ダニ）
- アイの歌声を聴かせて（審判）

2022年
- 映画 バクテン!!（七ヶ浜父、つるやのおじさん）
- 映画 デリシャスパーティ♡プリキュア 夢みる♡お子さまランチ!（コンテナロボット）

2023年
- 劇場版 Collar×Malice -deep cover- - 前後編
- 永久少年 Eternal Boys NEXT STAGE（監督）
- SAND LAND（盗賊団員）
- アリスとテレスのまぼろし工場（アナウンスA）
- 駒田蒸留所へようこそ（駒田蒸留所 男性職員B）

2024年
- コードギアス 奪還のロゼ（所長）
- 風都探偵 仮面ライダースカルの肖像（店主）

2025年
- 劇場版 鬼滅の刃 無限城編 第一章 猗窩座再来

### OVA
- およめさまHONEYDAYS（2014年、監督） - アダルトアニメ
- ストライク・ザ・ブラッド ヴァルキュリアの王国篇（2015年、店長、アナウンサーB）
- てーきゅう（2015年 - 2017年、サンタクロース、パパリン、田辺） - 2シリーズ[一覧 33]
- ストライク・ザ・ブラッドII（2016年、スタッフ）
- To LOVEる -とらぶる- ダークネス（2016年、魚人） - コミックス第15巻限定版に付属
- ぼくたちは勉強ができない（2019年、現国教師） - コミックス第14巻アニメBD同梱版
- 超次元ゲイム ネプテューヌ 〜ねぷのなつやすみ〜（2019年、モンスター）
- 転生したらスライムだった件 OAD（2019年 - 2020年、ガルム） - 漫画版第12・13・14巻限定版付属
- ゴールデンカムイ（2019年、使用人） - コミックス第19巻アニメDVD同梱版
- Re:ゼロから始める異世界生活 氷結の絆（2019年、交換所の老人）
- ストライク・ザ・ブラッドIV（2020年、クレード）
- ストライク・ザ・ブラッドFINAL（2022年、クレード）

### Webアニメ
- 月曜日のたわわ（2016年、アナウンス、課長）
- モンスターストライク（2018年、スルガト、悪魔の書）
- ファイトリーグ ギア・ガジェット・ジェネレーターズ（2019年、オイルポンパー チュルチュル[24]）
- ガンダムビルドダイバーズRe:RISE（2019年 - 2020年、ジリク、G-CAFÉの厨房スタッフ、ダイバー） - 2シリーズ
- オルタード・カーボン: リスリーブド（2020年、Nogaki）
- 極主夫道（2021年、ヤクザA）
- テルマエ・ロマエ ノヴァエ（2022年、カシウス・モデストゥス、ティトゥス、部長）
- 鎮西八郎為朝（2022年 - 2023年、武者、春の父、村長、鳥羽法皇、家臣）
- ブルーロック あでぃしょなる・たいむ!（2022年、潔一生）
- 幼女社長R（2023年、上司、敵チームおじさん）
- ラプソディ（2023年、先生）
- SAND LAND: THE SERIES（2024年、アパト村村人、盗賊団員、サンドランド国王軍兵士）

### ゲーム
- トリウォール（ナガレ）

2006年
- カオスウォーズ（ガイザン）
- 緋色の欠片（ドライ）
- ブレイジングソウルズ（ヘルムート）

2007年
- SDガンダム GGENERATION SPIRITS
- 緋色の欠片〜あの空の下で〜（ドライ）

2008年
- 緋色の欠片 DS（ドライ）
- 緋色の欠片 ポータブル（ドライ）

2009年
- おおかみかくし（会長、強硬派）

2010年
- 維新恋華 龍馬外伝

2012年
- ボーダーランズ2（Mr.トーグ）

2013年
- 三国志パズル大戦（袁紹〈壮年〉、高順、朱治 他）

2014年
- ボーダーランズ プリシークエル（Mr.トーグ）

2015年
- ソードアート・オンライン -ロスト・ソング-

2016年
- 瑠璃の檻-ルリ・ノ・イエ-（多湖浦海童）
- レゴ ネックスナイツ：マーロック2.0（マーロック2.0）

2017年
- 星恋*ティンクル（織紙誠司）
- ダンジョンに出会いを求めるのは間違っているだろうか 〜メモリア・フレーゼ〜（モルド・ラトロー）
- タンテイセブン（つゆなしオヤジ）
- 緋色の欠片 〜おもいいろの記憶〜（ドライ）
- 巨影都市（山村伸治）

2018年
- モンスターストライク（2018年 - 2022年、ダリア〈獣神化以降〉）

2019年
- ブラウンダスト（マグヌス、ケラン）
- ファイアーエムブレム 風花雪月（イオニアス9世）

2020年
- OCTOPATH TRAVELER 大陸の覇者（グティ、バラッド）

2022年
- Shadowverse（クニツアマチ）
- ワンダーランズ 〜タイニー・ティナと魔法の世界（トーグ〈吟遊バリアン〉）

2023年
- OCTOPATH TRAVELER II
- ストリートファイター6（市民）
- イースX -NORDICS-（ルネ・ラズヴェリ、デスピエロ）
- インフィニティ ストラッシュ ドラゴンクエスト ダイの大冒険（モンスター）
- 龍が如く7外伝 名を消した男

2024年
- Library of Ruina（アーノルド）
- SAND LAND（盗賊団員）
- ペルソナ3 リロード
- メタファー：リファンタジオ（兵士長クリンゲル）
- コール オブ デューティ ブラックオプス 6（ヨハン・エッサイディ）
- ドラゴンクエストIII そして伝説へ…（HD-2D版）（ノルド）

2025年
- アサシン クリード シャドウズ

### ドラマCD
- スウィートレッスン（2006年、男）
- スレイヤーズEVOLUTION-R（2009年）
- 烈風の騎士姫（2010年、店主[42]）
- 魔術士オーフェンはぐれ旅 魔術学校攻防（2012年） ※小説初回限定版付属[43]
- 吸血ダーリン case.1〜国内結婚・極道編〜（2013年、男性教師）
- Majestical cr[L]own Lesson1 エリオット（2015年）[44]

### BLCD
- 薔薇色の人生（2011年、連治[45]）
- みだらな猫は爪を隠す（2020年、佑川急便ドライバー、ミケネコ便ドライバー[46]）
  - みだらな猫は甘く啼く（2021年、佑川急便ドライバー[47]）
- 嫌いでいさせて（2020年、木村）
- 羽賀くんは噛まれたい（2021年、矯正医官[48]）
- ハッピー・オブ・ジ・エンド（2021年、千紘の父[49]）
- ラムスプリンガの情景（2022年）[50]
- スモーキーネクター Renew（2023年、酒出[51]）
- 拒まない男（2023年、中田[52]）
- ドメスティックビースト（2024年、蔵持家当主[53]）

### ラジオドラマ
- 花の慶次（2014年、傾奇者B、側小姓C、七霧の村長、本間兵）
- 二哈と彼の白猫師尊 日本語版（2025年、戒律長老[54]）

### デジタルコミック
- 13-サーティーン-（2023年、水口[55]）
- レ・セルバン（2023年、邪竜、イリア兵[56]、パト、獣[57]）
- レッドブルー（2023年、鵺路のセコンド、塩原ヒロト（解説）、レフェリー[58]）
- 竜送りのイサギ（2024年、鳥居道玄[59]）

### 吹き替え

#### 映画
- アントマン&ワスプ（2018年、男性教授[60]）
- ポリス・ストーリー REBORN（2019年、ウー医師〈ボウイ・ラム〉[61]）
- 無双の鉄拳（2019年、チュンシク〈パク・ジファン〉[62][63]）
- ライリー・ノース -復讐の女神-（2019年、コルテス〈イアン・カッセルベリー〉）
- マザーレス・ブルックリン（2020年、市長〈ピーター・グレイ・ルイス〉[64]）
- アルテミスと妖精の身代金（2020年、ピーティ[65]）
- パーフェクト・ケア（2021年、エリクソン〈クリス・メッシーナ〉[66][67]）
- ローマの休日（2022年、ウェルバ[68]）※日本テレビ版2
- 別れる決心（2023年、局長[69]）
- コカイン・ベア（2023年、ボブ〈イザイア・ウィットロック・Jr〉）
- プー あくまのくまさん（2023年、ピグレット〈クリス・コーデル〉）
- マダム・ウェブ（2024年[70]）
- マッドマックス:フュリオサ（2024年[71]）
- オッペンハイマー（2024年、エンリコ・フェルミ〈ダニー・デフェラーリ〉[72]）
- エイリアン:ロムルス（2024年[73]）

#### ドラマ
- ザ・ルーキー 40歳の新米ポリス!? #14（2020年）
- ラブ・イズ・ブラインド 〜外見なんて関係ない?!〜 シーズン5（2023年）
- 埋もれる殺意 〜6年の封印〜（2023年、トニー・ヒューム〈イアン・マッケルヒニー〉[74]）

#### アニメ
- 羅小黒戦記 ぼくが選ぶ未来（2020年、ミン先生）
- レゴモンキーキッド（2021年、ハンツマン）
- 白蛇: 縁起（2021年、父親[75]）
- ミラベルと魔法だらけの家（2021年、ティプレ奏者[76]）
- バッドガイズ（2022年）[77]
- オッドボールズ（2022年、マクフライ先生[78]）
- 万聖街（2022年）
- 最後の召喚師 -The Last Summoner-（2023年、老人）
- ミュータント・タートルズ:ミュータント・パニック！（2023年）[79]
- 攻略うぉんてっど!〜異世界救います!?〜（2023年、エンヤァの父親）
- ユニコーンのテルマ（2024年）[80]

### テレビCM
- 海老名 ビナウォーク（エビ）

### ラジオCM
- 九州ウォーカー（ナレーション）

### その他コンテンツ
- パチスロ スカイラブ3（ボリス・ドーファン[81]）
- シャープ「COCORO VOICE」空気清浄機用カスタムボイス（2023年、ランボーグ[82]）

### シリーズ一覧
1. ↑  第1期（2013年）、第2期『はたらく魔王さま!!』2nd Season（2023年）
2. ↑  第1期（2013年）、第3期『3』（2015年）
3. ↑  第1作『グリザイアの果実』（2014年）、第2作『グリザイアの迷宮』（2015年）
4. ↑  第2期『II』（2014年）、第3期前半『アリシゼーション』（2018年 - 2019年）、第3期後半『アリシゼーション War of Underworld』第2クール（2020年）
5. ↑  第1期（2015年 - 2016年）、第2期（2016年 - 2017年）
6. ↑  第1期（2015年）、第2期『弐ノ皿』（2016年）、第3期前半『餐ノ皿』（2017年）
7. ↑  第1期（2015年）、第2期『II』（2019年）、第3期『III』（2020年）、第5期『V 豊穣の女神篇』（2024年 - 2025年）
8. ↑  第1期『1st season』（2016年）、第2期『2nd season』前半クール（2020年）、第2期『2nd season』後半クール（2021年）、第3期『3rd season 襲撃編』（2024年）
9. ↑  第1シリーズ（2016年 - 2017年）、第2シリーズ（2017年）
10. ↑  第1期（2016年）、第2期『星の巨人』（2016年）
11. ↑  第1期（2018年）、第2期『2』（2019年）、第3期『3』（2022年）
12. ↑  第1期（2018年）、第2期『II』（2024年）
13. ↑  第一期（2018年）、第二期（2018年）
14. ↑  第1期（2018年 - 2019年）、第2期第1部（2021年）
15. ↑  第1シーズン（2018年）、第2シーズン（2019年）
16. ↑  第1期（2019年）、第2期『かぐや様は告らせたい？〜天才たちの恋愛頭脳戦〜』（2020年）
17. ↑  第1期（2019年）、第2期『ぼくたちは勉強ができない！』（2019年）
18. ↑  第1期（2019年）、第2期（2021年）、第3期『NEW WORLD』（2023年）
19. ↑  第1期（2019年）、第2期（2020年）
20. ↑  第1期（2019年）、第2期『弐ノ章』（2020年）
21. ↑  第1期（2019年）、第2期（2021年）
22. ↑  第1期（2020年）、第2期『王子の帰還』（2024年）、第2期『工房戦』（2024年）
23. ↑  第1クール（2020年）、第2クール（2021年）
24. ↑  『業』（2020年 - 2021年）、続編『卒』（2021年）
25. ↑  第1期（2020年）、第2期『みっくす！』（2021年）
26. ↑  第1期（2021年）、第2期（2022年）
27. ↑  第1クール「安芸旅立ち編」（2022年）、第2クール「淡路島激闘編」（2022年）
28. ↑  第1期（2022年）、第2期『VS. U-20 JAPAN』（2024年）
29. ↑  1st season（2023年）、2nd season（2023年）
30. ↑  第1期『序幕東京』（2023年）、第2期『京都動乱』（2024年 - 2025年）
31. ↑  第1期（2024年）、第2期（2024年）
32. ↑  『前編』、『後編』
33. ↑  『第5期』裏面（2015年）、『第8期』裏面（2017年）

### 初出話一覧
1. ↑  第5期 第15話初出
2. ↑  第1期 第9話初出
3. ↑  第2期 第3話初出
4. ↑  第3期 第4話初出
5. ↑  第39話初出
6. 1 2 3 4 5 6 7 8 9 10  第1話初出
7. 1 2 3 4 5 6 7 8 9 10 11 12 13  第2話初出
8. 1 2 3 4  第4話初出
9. 1 2 3 4 5 6 7  第7話初出
10. 1 2 3 4  第9話初出
11. 1 2  第13話初出
12. 1 2 3 4 5 6  第6話初出
13. 1 2  第12話初出
14. 1 2 3  第5話初出
15. ↑  第711話初出
16. ↑  第753話初出
17. ↑  第760話初出
18. ↑  第777話初出
19. 1 2 3 4 5 6  第8話初出
20. ↑  第20話初出
21. ↑  第21話初出
22. 1 2  第10話初出
23. 1 2 3 4 5 6  第3話初出
24. ↑  第320話初出
25. 1 2  第14話初出
26. ↑  第1139話初出
27. ↑  第23話初出
28. ↑  第1274話初出
29. ↑  第47話初出
30. ↑  第19話初出